# Scy-Chazelles
Scy-Chazelles – miejscowość i gmina we Francji, w regionie Grand Est, w departamencie Mozela.
Według danych na rok 1990 gminę zamieszkiwało 2129 osób, a gęstość zaludnienia wynosiła 471 osób/km² (wśród 2335 gmin Lotaryngii Scy-Chazelles plasuje się na 199. miejscu pod względem liczby ludności, natomiast pod względem powierzchni na miejscu 1053.).